# Edward Wilber Berry
Edward Wilber Berry (10 de febrero de 1875 - 20 de septiembre de 1945) fue un paleontólogo y botánico estadounidense, su principal foco de investigación fue la paleobotánica.
Era hijo de Abijah Conger Berry y de d’Anna Wilber.
De 1890 a 1897, trabaja en una compañía productora de algodón. De 1897 a 1905, posee y dirige el Passaic Daily News de Nueva Jersey.
El 12 de abril de 1898 se casa con Mary Willard, teniendo dos hijos (uno el paleontólogo Edward Willard Berry (1900-?).
Berry estudia las floras de Norte y de Sudamérica publicando su taxonomía con reconstrucciones teóricas de paleoecología y fitogeografía.
Comenzó su carrera científica como un amateur de la ciencia.
En el Johns Hopkins University tiene varios cargos incluyendo docente, científico investigador, científico editor y administrador.

## Algunas publicaciones
- 1916. The Lower Eocene Floras of Southeastern North America
- 1924. The Middle and Upper Eocene floras of Southeastern North America. U.S. Geological Survey Professional Paper 92
- 1925. «A species of Musa in the Tertiary of South America». PNAS 11 (6): 298-299. PMC 1085991.
- 1929. «An Eocene forest in the Peruvian desert». PNAS 15 (4): 345-346. PMC 522462.
- 1929. «Fossil plants and mountain uplifts in the Pacific states». PNAS 15 (6): 477-480. PMC 522493.
- 1934. «Miocene Patagonia». PNAS 20 (5): 280-282. PMC 1076401.
- 1937. «Succession of fossil floras in Patagonia». PNAS 23 (10): 537-542. PMC 1076984.

## Expediciones
- 1919: colíder, Johns Hopkins George H. Williams Memorial Expedition, Andes
- 1927: expedición geológica a Perú, Ecuador
- 1933: expedición geológica a Venezuela

## Honores

### Participación en Sociedades Científicas
- 1922: elegido en la Academia Nacional de Ciencias de Estados Unidos
- 1924: presidente, "Sociedad Paleontológica de Estados Unidos"
- 1945: presidente, "Sociedad Geológica de Estados Unidos"

### Distinciones
- 1901: galardonado "Premio Walker", "Boston Society of Natural History"
- 1930: doctorado honorario de la "Universidad Lehigh"
- 1944: recibe la "Medalla Mary Clark Thompson" de la Academia Nacional de Ciencias de Estados Unidos

- La abreviatura «E.W.Berry» se emplea para indicar a Edward Wilber Berry como autoridad en la descripción y clasificación científica de los vegetales.[1]

## Fuente
Arts. en lengua inglesa y francesa de Wikipedia.